# Alex Tuch
Alex Tuch (Syracuse, Nueva York, 10 de mayo de 1996) es un jugador profesional estadounidense de hockey sobre hielo que se desempeña en la posición de extremo derecho en Buffalo Sabres, equipo de la National Hockey League (NHL).

## Carrera
Fue seleccionado en la primera ronda en la NHL Entry Draft de 2014. En 2016 hizo su debut profesional con el equipo Minnesota Wild, en el cual jugó una temporada (2016-2017), después pasó a Vegas Golden Knights (2017-2021), luego a Buffalo Sabres, donde lleva jugando tres temporadas.